# Neroberg
De Neroberg is een 245 meter hoge berg in Wiesbaden, Hessen.
Er loopt sinds 1888 een waterballastbaan, de Nerobergbahn, van het dalstation naar de top. De baan is 438 meter lang, de rit duurt zeven minuten.